# Чака Хан
Шака Кан (Chaka Khan), справжнє ім'я Іветт Марі Стівенс (Yvette Marie Stevens; 23 березня 1953, Грейт Лейкс, Іллінойс, США) — вокалістка, композиторка, авторка текстів.
Дебютувала 1965 року, коли без особливого успіху співала з різними чиказькими клубними формаціями, такими як The Crystalettes, The Shades Of Black, Lock & Chain, Lyfe та Baby Huer & The Babysittes, a також працювала у місцевому театрі "Afro-Arts".
1972 року вона приєдналася до гурту Ask Rufus, створеного колишніми учасниками American Breed, де змінила вокалістку Полетт Маквілльямс. З новою співачкою гурт скоротив назву до Rufus і розпочав успішну кар'єру, не в останню чергу завдяки привабливому вокалу Кан.
З часом Шака Кан дедалі більше почала вирізнятися серед інших учасників Rufus і тому 1978 року вирішила розпочати сольну діяльність (до спільної праці з Rufus вона поверталася 1979, 1981 та 1989 років). Її сингл "I'm Every Woman" злетів на вершину американського ритм-енд-блюзового чарту, а наступні записи "What Cha' Gonna Do For Me" (1981) та "Got To Be There" лише закріпили позиції співачки на американському музичному ринку. Записаний 1984 року твір "І Feel For You" не тільки досяг другого місця у загальнонаціональному американському чарті, а й очолив відповідний британський. Однойменний альбом, став "платиновим", та приніс Шака Кан нагороду "Греммі" у категорії "Найкраща ритм-енд-блюзова співачка". До успіху цієї роботи були причетні такі видатні постаті, як Prince, Стіві Вандер та Грандмайстер Мелл Мел.
Надалі Шака Кан продовжила свою сольну діяльність, беручи участь у записах таких виконавців, як Стіві Вандер ("Higher Love"), Девід Боуї ("Underground"), Квінсі Джонс та Рей Чарлз ("I'll, Be Good To You"), а також Йоні Мітчелл, Рай Кудер та Ленні Байт. 1985 року вона повернулась у британський Тор 20 з піснями "This Is My Night" та "Eye To Eye", а через чотири роки її ремікс "I'm Every Woman" потрапив до британського Тор 10.

## Дискографія
- 1978: Chaka
- 1980: Naughty
- 1981: What Cha Gonna Do For Me
- 1982: Chaka Khan
- 1984: I Feel For You
- 1986: Destiny
- 1988: C.K.
- 1989: Life Is A Dance - The Remix Project
- 1992: Woman I Am
- 1995: Dare You To Love Me (невиданий)
- 1996: Epiphamy - The Best Of Chaka Khan. Volume 1.
- 1998: Come 2 My House
- 2004: ClassiKhan
- 2007: Funk This
- 2019: Hello Happiness

1. ↑  Person Profile // Internet Movie Database — 1990.
2. ↑  ČSFD — 2001.
3. ↑  BlackPast.org — 2004.
4. ↑  Montreux Jazz Festival Database